# 僕等がいた
『僕等がいた』（ぼくらがいた）は、『ベツコミ』（小学館）で連載された小畑友紀による漫画作品。2002年に連載を開始し、コミックの累計発行部数が1200万部を突破するヒット作品となる。2005年、第50回小学館漫画賞少女向け部門を受賞。2006年にアニメ化され、2012年には実写映画が公開された。小学館フラワーコミックスより単行本全16巻とファンブックが出版されている。2012年3月時点でコミックス累計発行部数は1200万部を突破している。

## あらすじ
舞台は北海道・釧路市。
春、高校に入学したばかりの15歳の少女・高橋七美は、新たに始まる高校生活に胸を膨らませていた。友達もでき、順調な高校生活が始まろうとする中、七美は「女子の3分の2が必ず恋に落ちる」という伝説を持つクラスの人気者・矢野元晴と出会う。矢野は七美に対しては何かと意地悪で、七美はそんな彼のことを最初は嫌っていた。しかし、クラスメイトとして共に過ごすうちに、彼の魅力を少しずつ知るようになり、徐々に彼に惹かれていく。
しかし、実は矢野には恋人との死別という悲しい過去があり、それ以来心を閉ざしていた。そんな彼の過去を知った上で、七美はさらに想いを募らせ、遂に矢野に想いを伝える。矢野も、明るく真っ直ぐで無邪気な七美に対し、少しずつ心を開き始める。そして、二人は晴れて両想いとなり、付き合い始める。
様々な紆余曲折を経ながらも、互いに想いを深め合う二人。だが幸せな日々も束の間、高校二年生の冬に矢野は家庭の事情で東京へ引っ越すことになってしまう。二人は一年後の再会を約束し、離れてからも遠距離恋愛を続けていたが、矢野はある日を境に音信不通となってしまう。
そして時は流れ、七美は東京で社会人となり、忙しくも楽しい日々を送っていた。その一方で、相変わらず矢野とは連絡が取れず、居場所も分からないままであった。それでも彼への気持ちを捨てられずに、待ち続け苦しむ日々が続いていた。そんな矢先、七美は彼が東京で働いていることを知る。そして、ようやく矢野との再会を果たした七美だったが、矢野はかつての彼とはまるで別人のように変わってしまっていた。

## 登場人物
「声」はアニメ版で声を担当した声優。「演」は劇場版実写映画で演じた俳優。
高橋 七美（たかはし ななみ）
声 - ささきのぞみ／演 - 吉高由里子
9月27日生まれ てんびん座 血液型A型 身長155cm
本作の主人公。愛称は｢ナナ｣。物語開始時は15歳。
小柄で童顔な、ごく普通の少女。髪型を変えることが多いが、お団子ヘアが一番のトレードマーク。
明るく無邪気で前向きな性格。おっちょこちょいで少々天然な所もあり、センスも少し変わっている。またお人好しでもあるため、クラス議長を押し付けられたりなど、損な役回りが多い。その他にも文化祭実行委員などを務め、常に忙しく動き回っている。勉強はあまり得意な方ではなく、特に数学が苦手で入学して最初のテストでは0点を取った。
高校に入学してすぐ矢野と出会うが、自分に対して意地悪な彼とは何かとぶつかることが多く、当初は嫌っていた。しかし、クラスメイトとして矢野と関わっていく中で、彼の様々な魅力を知るようになり、次第に惹かれていく。しかしある時、矢野には恋人と死別した悲しい過去があることを竹内から聞かされる。
高一の時に矢野と付き合い始めたが、彼は高二の冬に東京へ転校してしまう。遠距離恋愛となってから東京で再会する約束は果たせず、矢野は消息不明となった。その後、東京のS女子大を卒業して現在は出版社に勤めながら竹内匡史と付き合っていたが、プロポーズを断ると別れを告げられてしまった。
紆余曲折の末、矢野とヨリを戻しプロポーズを受ける。
矢野 元晴（やの もとはる）
声 - 矢崎広／演 - 生田斗真
7月23日生まれ かに座 血液型O型 身長174cm（自称）
七美のクラスメイトで、後に恋人となる。
クラスの人気者で、常に目立つ存在。整った顔立ちをしており、クラスの3分の2の女子が必ず恋に落ちるという伝説を持つことで有名。普段は、明るくてノリの良い、お調子者の性格。男女問わず、友達も多い。基本的に何でもでき、勉強の成績も良い方で、運動神経も良い。特に水泳が得意。
家は母子家庭で、義父とは血は繋がっていない。
七美と出会った当初は、彼女に対して何かと意地悪を働いていたため、彼女からは嫌われていた(しかし、それは彼女のことが気になっていたが故の行動であったことを後に明かす)。クラスメイトとして七美と関わっていく中で、彼女の純粋さと真っ直ぐさに触れるうちに、七美に惹かれるようになる。
中学2年の時に、当時付き合っていた恋人（山本奈々）を交通事故で亡くした過去を持ち、心に傷を負い、それ以来心を閉ざしてきた。竹内からはモトと呼ばれている。高一の時に七美と付き合い始め、高二の冬に母親の事情で東京に行き、七美とは遠距離恋愛になる。東京でしばらく過ごすうちに母親を自殺で亡くし、そのショックから「過去を捨てる」と竹内に七美を託して北海道へ戻り、身を隠した。現在は父親の籍に入り苗字を｢長倉｣と変えて、東京のデザインチームで働きながら山本有里と同棲している。
竹内 匡史（たけうち まさふみ）
声 - 川久保拓司／演 - 高岡蒼佑
4月13日生まれ おひつじ座 血液型O型 身長178cm
矢野の幼馴染で大親友。愛称は「タケ」。七美や矢野たちとは違うクラス。実家は酒屋。自分の幸せの前に人の幸せを考えてしまう、優しく頼りになる真面目男子。七美と矢野の関係を見守る一方で、密かに七美に想いを寄せるようになる。東京のW大学を卒業後、外資系コンサルティング会社に入社。七美にとってはよき相談役。矢野が消息不明となってから七美と付き合っていたが、心の距離が縮まらないため自分では七美を幸せにできないと感じ、「二度と会わない」と別れを告げた。
山本 有里（やまもと ゆり）
声 - 中山恵里奈／演 - 本仮屋ユイカ
11月16日生まれ さそり座 血液型B型 身長158cm
七美のクラスメイト。入学当初は七美の隣の席だった。山本奈々の妹。地味な外見をしており、大人しい性格。愛想もあまり良くなく、常に誰も寄せ付けないオーラを放っており、クラスメイトたちとは距離を置いている。頭は良い方で、勉強の成績は良く、要領も良い。
矢野とは中学校の時からの同級生であるが、高校では彼のことを毛嫌いする素振りを見せていた。しかし実は、かつて姉の死をきっかけに同情心から矢野と一度関係を持ったことがある。それ以来、自分を受け入れた矢野に対して密かに想いを寄せ続けてきた。矢野が北海道に戻った後を追って東京の大学を辞め、自身も北海道へ帰る。失踪後の矢野の居場所を知っていた唯一の人物であり、現在は矢野と東京で同棲している。地味でおとなしく、利発で美人の奈々と比べられていた。
山本 奈々（やまもと なな）
声 - ゆりん／演 - 小松彩夏
7月29日生まれ しし座 血液型B型 身長161cm
矢野が中学生の時に付き合っていた恋人。山本有里の姉。矢野たちより1歳年上。妹の有里とは対照的に、美人で明るい性格で人気があった。しかしその反面、頭が悪く、男の趣味が悪いことでも有名だった。矢野曰く、「オレが初めて本気で好きになった女」。前の彼氏からは、暴力を振るわれていた(しかしそれでも「かっこいい」などと発言していたため、周囲には理解されなかった)。矢野が中2の夏、矢野と出会う前に付き合っていた元彼とドライブ中に交通事故に遭い16歳で亡くなった。
水口（みずぐち）
声 - 清水香里
七美のクラスメイトで友人。愛称は｢水ちん｣。矢野のことが好きだったが、七美と矢野が付き合い始めてからは二人の関係を見守り、傍で応援するようになる。
北海道の大学に進学したため七美とは離れたが、今でもときどき連絡を取っている。
竹内 文香（たけうち あやか）
声 - 榎本温子／演 - 須藤理彩
竹内の姉。弟とは7つ違い。非常に気が強い性格で口も悪いため、弟の匡史や矢野からは恐れられている。ジュエリーショップに勤務し、現在は店長を任されている。結婚し子供が誕生してからは、性格が丸くなった様子。
千見寺 亜希子（せんげんじ あきこ）
演 - 比嘉愛未
9月28日生まれ（単行本11巻から）
七美の同僚。矢野の転校先の高校の同級生。愛称は「アキちゃん」。出会う前から矢野を通じて七美のことを知っており、J大卒業後に就職した出版社で初対面を果たす。それ以来、七美とは良き友人同士となる。大きな瞳と長い黒髪が特徴的な美人。実家はお金持ちのお嬢様。才色兼備で要領が良いが、他人の感情に人一倍鋭く、少しお節介を焼くこともある。ハキハキとした性格で思ったことをそのまま口に出すが、常に友達想いで、七美の幸せを願っている。自分のクラスに転校してきた矢野に当初はあまり興味を持っていなかったが、七美を羨ましく思っていた頃もあったが、現在は矢野とあまり関わりを持ちたくなくないと思っている。七美に竹内といるほうが幸せと諭したり、引き際を感じる竹内を励ましたりしていた。
功太郎（こうたろう）

今でも矢野と連絡を取っていることを千見寺たちには隠していた。
アツシ
演 - 柄本佑
矢野と竹内の、中学時代の友人。後に、七美の高校時代の友人であるタカちんと結婚する。
矢野 庸子（やの ようこ）
演 - 麻生祐未
元晴の母親。女手一つで息子を育ててきた。いつも行き当たりばったりの性格だが、息子との関係は良好。
大学時代に、当時の親友だった美智子の彼氏と不倫関係になり、元晴を身籠る。しかし結ばれることはなく、未婚のまま出産。
園芸が趣味で、家の庭には丹精を込めて育てた多くの草花が咲き誇っている。

## 書誌情報

### 単行本
- 小畑友紀 『僕等がいた』 小学館 〈フラワーコミックス〉、全16巻
  1. 2002年10月26日発売、ISBN 4-09-138191-X
  2. 2003年2月26日発売、ISBN 4-09-138192-8
  3. 2003年6月26日発売、ISBN 4-09-138193-6
  4. 2003年11月26日発売、ISBN 4-09-138194-4
  5. 2004年4月26日発売、ISBN 4-09-138195-2
  6. 2004年7月26日発売、ISBN 4-09-138196-0
  7. 2004年12月20日発売、ISBN 4-09-138197-9
  8. 2005年4月25日発売、ISBN 4-09-138198-7
  9. 2005年12月20日発売、ISBN 4-09-130280-7
  10. 2006年5月26日発売、ISBN 4-09-130437-0
  11. 2006年11月24日発売、ISBN 4-09-130718-3
  12. 2007年8月24日発売、ISBN 978-4-09-131080-4
  13. 2009年10月26日発売、ISBN 978-4-09-132716-1
  14. 2010年8月26日発売、ISBN 978-4-09-133390-2
  15. 2011年6月24日発売、ISBN 978-4-09-133798-6
  16. 2012年3月26日発売、ISBN 978-4-09-134317-8
    - ミニイラスト集付き限定版、ISBN 978-4-09-159114-2

### ノベライズ
- 高瀬ゆのか 『僕等がいた 君がいた季節』小学館〈FCルルルnovels〉、2010年8月26日発売、ISBN 978-4-09-133406-0
- 高瀬ゆのか 『僕等がいた』 小学館〈小学館文庫〉、2012年2月22日発売、ISBN 978-4-09-408697-3
- 宮沢みゆき 『僕等がいた』 小学館〈小学館ジュニア文庫〉、全2巻
  - 「釧路篇-出会い-」2012年2月22日発売、ISBN 978-4-09-230622-6
  - 「東京篇-運命-」2012年2月22日発売、ISBN 978-4-09-230623-3

### 関連書籍
- 『僕等がいた 公式ファンブック』2005年12月発行、ISBN 4-09-130277-7
- 『小畑友紀ポストカードブック』2007年12月発行、ISBN 978-4-09-179019-4
- 『僕等がいた 小畑友紀作品集』2010年8月発行、ISBN 978-4-09-199025-9

## テレビアニメ
2006年7月から12月まで放送。全26話。

### スタッフ
- 原作 - 小畑友紀 （小学館刊『月刊ベツコミ』連載）[3]
- 原案協力 - 山内靖子、高品南、岡崎信治郎 （小学館「月刊ベツコミ」編集部）
- 企画協力 - 苅谷直子 （小学館キャラクター事業センター）
- 監督 - 大地丙太郎[3]
- チーフディレクター - そ〜とめこういちろう
- シリーズ構成 - 池田眞美子[3]
- キャラクターデザイン - 白井伸明[3]
- 美術監督 - 柴田千佳子[3]
- 色彩設計 - 西尾梨香
- 撮影監督 - 斎藤秋男
- 編集 - 松村正宏
- 音楽 - 安部純、武藤星児[3]
- 音楽プロデューサー - 長谷川雄介
- 音響監督 - たなかかずや[3]
- エグゼクティブプロデューサー - 片岡義朗
- プロデューサー - 飯塚芙由奈→川村彩・古家知加子、大島靖、稗田晋、油井卓也
- アニメーションプロデューサー - 渡辺秀信
- アニメーション制作 - アートランド[3]
- 製作 - 「僕等がいた」製作委員会（マーベラスエンターテイメント、ポニーキャニオン、スカパー・ウェルシンク、小学館）

### 主題歌
オープニングテーマ「君だけを…」
作詞 - Maika / 作曲・編曲 - 母里ゆみこ / 歌 - Mi
エンディングテーマ
「アイシテル」（第1,8,10話）
作詞 - Maika / 作曲 - Mi+T / 編曲 - TATSUKI+Michitaro / 歌 - Mi
「ここにいて」（第2,5,24話）
作詞 - 大地丙太郎 / 作曲 - 手塚理 / 編曲 - 武籐星児 / 歌 - 麻生かほ里
「サンセット-album version-」（第3,18話）
作詞 - ♡♡ / 作曲 - ♡ / 編曲 - j / 歌 - Mi
「好きだから」（第4,6話）
作詞 - 大地丙太郎 / 作曲 - 安部純 / 編曲 - 武藤星児 / 歌 - 加藤いづみ
「ふたりの季節が」（第7,9,11,13話）
作詞 - 大地丙太郎 / 作曲 - 安部純 / 編曲 - 武藤星児 / 歌 - ささきのぞみ
「美しすぎて」（第12話）
作詞 - 山上路夫 / 作曲 - 村井邦彦 / 編曲 - 高橋研 / 歌 - 加藤いづみ
「キミがいる」（第14話）
作詞・作曲 - 高橋研 / 編曲 - 武藤星児 / 歌 - 加藤いづみ
「メリーゴーラウンド」（第15,16,19,22話）
作詞・歌 - ささきのぞみ / 作曲 - 安部純 / 編曲 - 武藤星児
「言葉」 (第17,20,21,23,25,26話)
作詞・作曲・編曲 - 高橋研 / 歌 - 加藤いづみ
「星を数えるよりも」（第16話（挿入歌）、第18話ではスキャット）
作詞・作曲・歌 - 大津美紀  / 編曲 - 大津美紀、tetsu-yeah
挿入歌
「Milky Way」（第10話）
作詞・歌 - 安原麗子 / 作曲・編曲 - COUGEN
「青空」（第13話）
作詞・作曲・編曲 - 高橋研 / 歌 - 加藤いづみ

### 各話リスト
| 話数 | サブタイトル | 脚本       | 絵コンテ                        | 演出                 | 作画監督                                       |
| ---- | ------------ | ---------- | ------------------------------- | -------------------- | ---------------------------------------------- |
| 1    | 第1話…       | 小川みづき | 大地丙太郎 そ〜とめこういちろう | そ〜とめこういちろう | 白井伸明                                       |
| 2    | 第2話…       | 山田由香   | 大地丙太郎 そ〜とめこういちろう | よこた和             | 荒尾英幸                                       |
| 3    | 第3話…       | 池田眞美子 | 佐山聖子                        | 村田尚樹             | 川島勝、新井伸浩 氏家嘉宏                      |
| 4    | 第4話…       | 小川みづき | 大地丙太郎                      | 下田久人             | 小関雅                                         |
| 5    | 第5話…       | 山田由香   | 今泉賢一                        | 今泉賢一             | 今泉賢一                                       |
| 6    | 第6話…       | 池田眞美子 | 宮下新平                        | 中川聡               | 飯野利明                                       |
| 7    | 第7話…       | 小川みづき | よこた和                        | よこた和             | 吉田咲子                                       |
| 8    | 第8話…       | 山田由香   | 三宅雄一郎                      | 高島大輔             | 荒尾英幸                                       |
| 9    | 第9話…       | 池田眞美子 | 大地丙太郎 そ〜とめこういちろう | 宮下新平             | 服部一郎                                       |
| 10   | 第10話…      | 小川みづき | 大地丙太郎 そ〜とめこういちろう | 川崎満               | 林明美、川島勝 音地正行                        |
| 11   | 第11話…      | 山田由香   | 成田歳法                        | 成田歳法             | 西位輝実、薗部あい子                           |
| 12   | 第12話…      | 小川みづき | 宮下新平                        | 中川聡               | 金一基                                         |
| 13   | 第13話…      | 小川みづき | 江上潔                          | 有原誠治             | 山縣亜紀                                       |
| 14   | 第14話…      | 山田由香   | よこた和                        | よこた和             | 吉田咲子、荒尾英幸                             |
| 15   | 第15話…      | 小川みづき | 殿勝秀樹                        | 殿勝秀樹             | 志賀道憲、村上直紀                             |
| 16   | 第16話…      | 小川みづき | 大地丙太郎                      | 高島大輔             | 西位輝実、薗部あい子                           |
| 17   | 第17話…      | 山田由香   | 畑博之                          | 畑博之 水本葉月      | 都築裕佳子、吉田咲子 音地正行、荒尾英幸        |
| 18   | 第18話…      | 池田眞美子 | 大地丙太郎 そ〜とめこういちろう | 中川聡               | 金一基                                         |
| 19   | 第19話…      | 小川みづき | 宮下新平                        | 岡嶋国敏             | 山縣亜紀                                       |
| 20   | 第20話…      | 池田眞美子 | 羽多野浩平                      | 安藤健               | 中野彰子                                       |
| 21   | 第21話…      | 山田由香   | 宮下新平                        | 宮田亮               | 西位輝実、薗部あい子                           |
| 22   | 第22話…      | 小川みづき | そ〜とめこういちろう            | 白石道太             | 志賀道憲、村上直紀                             |
| 23   | 第23話…      | 池田眞美子 | 成田歳法                        | 成田歳法             | 荒尾英幸、音地正行 重松しんいち                |
| 24   | 第24話…      | 小川みづき | 宮下新平                        | 中川聡               | 金一基                                         |
| 25   | 第25話…      | 山田由香   | よこた和                        | よこた和             | 吉田咲子、村上直紀 荒尾英幸                    |
| 26   | 第26話…      | 池田眞美子 | 大地丙太郎                      | そ〜とめこういちろう | 明珍宇作、音地正行 吉田咲子、荒尾英幸 白井伸明 |

### 放送局
| 放送期間                      | 放送時間           | 放送局             | 対象地域 | 備考                    |
| ----------------------------- | ------------------ | ------------------ | -------- | ----------------------- |
| 2006年7月4日 - 12月26日       | 火曜 2:00 - 2:30   | KBS京都            | 京都府   | 独立局                  |
| 2006年7月5日 - 12月27日       | 水曜 0:15 - 0:45   | 岐阜放送           | 岐阜県   | 独立局                  |
|                               | 水曜 18:30 - 19:00 | TOKYO MXテレビ     | 東京都   | 独立局                  |
| 2006年7月7日 - 12月29日       | 金曜 1:25 - 1:55   | チバテレビ         | 千葉県   | 独立局                  |
| 2006年7月8日 - 12月30日       | 土曜 2:00 - 2:30   | テレ玉             | 独立局   | 独立局                  |
|                               | 土曜 3:20 - 3:50   | 北海道放送         | 北海道   | TBS系列                 |
| 2006年7月15日 - 2007年1月13日 | 土曜 21:00 - 21:30 | キッズステーション | 日本全域 | CS放送 リピート放送あり |
| 2006年7月24日 -               | 月曜 15:50 - 16:20 | テレビ新潟         | 新潟県   | 日本テレビ系列          |

## 映画
前篇・後篇の2部作。2012年3月17日に前篇、4月21日に後篇をそれぞれ全国東宝系公開。
全国295スクリーンで公開された前編は、2012年3月17、18日の初日2日間で興収2億9,531万3,100円、動員22万7,930人を記録し、映画観客動員ランキング（興行通信社調べ）で初登場第2位となった。また、全国297スクリーンで公開された後編は、2012年4月21、22日の初日2日間で興収3億1,488万9,300円、動員24万2,920人を記録し、映画観客動員ランキング（興行通信社調べ）で初登場第3位となった。
キャスト
主要人物は#登場人物を参照。
- 有里の母：円城寺あや
- 長倉美智子：山下容莉枝

スタッフ
- 監督：三木孝浩
- 原作：小畑友紀『僕等がいた』（小学館月刊ベツコミ連載）
- 脚本：吉田智子
- 音楽：松谷卓
- 主題歌：Mr.Children
  - 前篇「祈り 〜涙の軌道」
  - 後篇「pieces」

- 製作：市川南、豊島雅郎、小林昭夫、都築伸一郎、藤島ジュリー景子、畠中達郎
- 製作統括：塚田泰浩
- 企画プロデュース：荒木美也子、春名慶、臼井央
- プロデューサー：川田尚広、山崎倫明
- プロダクション統括：金澤清美
- 撮影：山田康介
- 美術：花谷秀文
- 録音：矢野正人
- 照明：川辺隆之
- 編集：坂東直哉
- 助監督：猪腰弘之
- 製作担当：森悦子
- 広報：中島正吾
- 製作プロダクション：東宝映画
- 配給：東宝 / アスミック・エース
- 製作：「僕等がいた」製作委員会（東宝、アスミック・エース、博報堂DYメディアパートナーズ、小学館、ジェイ・ストーム、アミューズ）

ソフト化
前篇は9月28日、後篇は10月19日発売。Blu-rayとDVDでのリリース。発売元は博報堂DYメディアパートナーズ / 小学館、販売元は東宝。
- 僕等がいた 前篇 スタンダード・エディション（1枚組）
  - 三木監督監修「胸キュンチャプター」機能を搭載
  - 映像特典
    - 特報・TVスポット

  - 音声特典
    - 日本語音声ガイド

- 僕等がいた 前篇 スペシャル・エディション（2枚組）
  - ディスク1：本編ディスク（スタンダード・エディションと同様）
  - ディスク2：特典DVD
    - ビジュアルコメンタリー『「僕等がいた」の秘密』【前篇】（監督：三木孝浩×生田斗真×吉高由里子）
    - 特番

  - 初回限定特典
    - メモリーフォトブック（32P）
    - 特製アウターケース付きアルバム型ディスクケース仕様
    - 前篇・後篇収納用スペシャルアウターケース

  - 初回生産分終了後は封入特典無しトールケース仕様

- 僕等がいた 後篇 スタンダード・エディション（1枚組）
  - 三木監督監修「うるうるチャプター」機能を搭載
  - 映像特典
    - 劇場予告編・TVスポット

  - 音声特典
    - 日本語音声ガイド

- 僕等がいた 後篇 スペシャル・エディション（2枚組）
  - ディスク1：本編ディスク（スタンダード・エディションと同様）
  - ディスク2：特典DVD
    - ビジュアルコメンタリー『「僕等がいた」の秘密』【後篇】（監督：三木孝浩×生田斗真×吉高由里子）
    - メイキング『「僕等がいた」の軌跡』

  - 初回限定特典
    - メモリーフォトブック（32P）
    - 特製アウターケース付きアルバム型ディスクケース仕様

  - 初回生産分終了後は封入特典無しトールケース仕様